# Juris Laizāns
Juris Laizāns (Riga, 1979. január 6. –) volt lett válogatott  labdarúgó.
A lett válogatott tagjaként részt vett a 2004-es Európa-bajnokságon.

## Sikerei, díjai
Skonto Riga
- Lett bajnok (3): 1998, 1999, 2000

CSZKA Moszkva
- Orosz bajnok (2): 2003, 2005
- Orosz kupagyőztes (2): 2002, 2005
- Orosz szuperkupagyőztes (1): 2004
- UEFA-kupa győztes (1): 2004–05

Lettország
- Balti-liga győztes (2): 2003, 2008

Egyéni
- Az év lett labdarúgója (1): 1998